# Myrioglobula japonica
Myrioglobula japonica är en ringmaskart som beskrevs av Imajima och Morita 1987. Myrioglobula japonica ingår i släktet Myrioglobula och familjen Oweniidae. Inga underarter finns listade i Catalogue of Life.